# Церковь Богоявления Господня (Губарёво)
Церковь Богоявления Господня — православный храм Воронежской и Борисоглебской епархии. Расположена в селе Губарёво Семилукского района Воронежской области.

## История
В 1657 году в селе была выстроена деревянная Богоявленская церковь, перестраивавшаяся в 1701 и 1800 годах. Ныне сохранившийся каменный храм построен в 1800 году на средства помещика — майора Ивана Иоакима Невежина. Архиепископ Димитрий (Самбикин) писал: «Церковь Богоявленская в селе Губарева Землянского уезда с приделами на правой стороне — Казанской иконы Божьей Матери, на левой — придел Михаила Клопского. К этой церкви приписана Богоявленная церковь села Терновки».

Церковь — каменная, трехпрестольная, с ярусной колокольней. В советское время была закрыта, ныне заброшена.

## Современный статус
В настоящее время Богоявленская церковь в Губарёво постановлением администрации Воронежской области N 850 от 14 августа 1995 г. является объектом исторического и культурного наследия областного значения.

## Фотографии

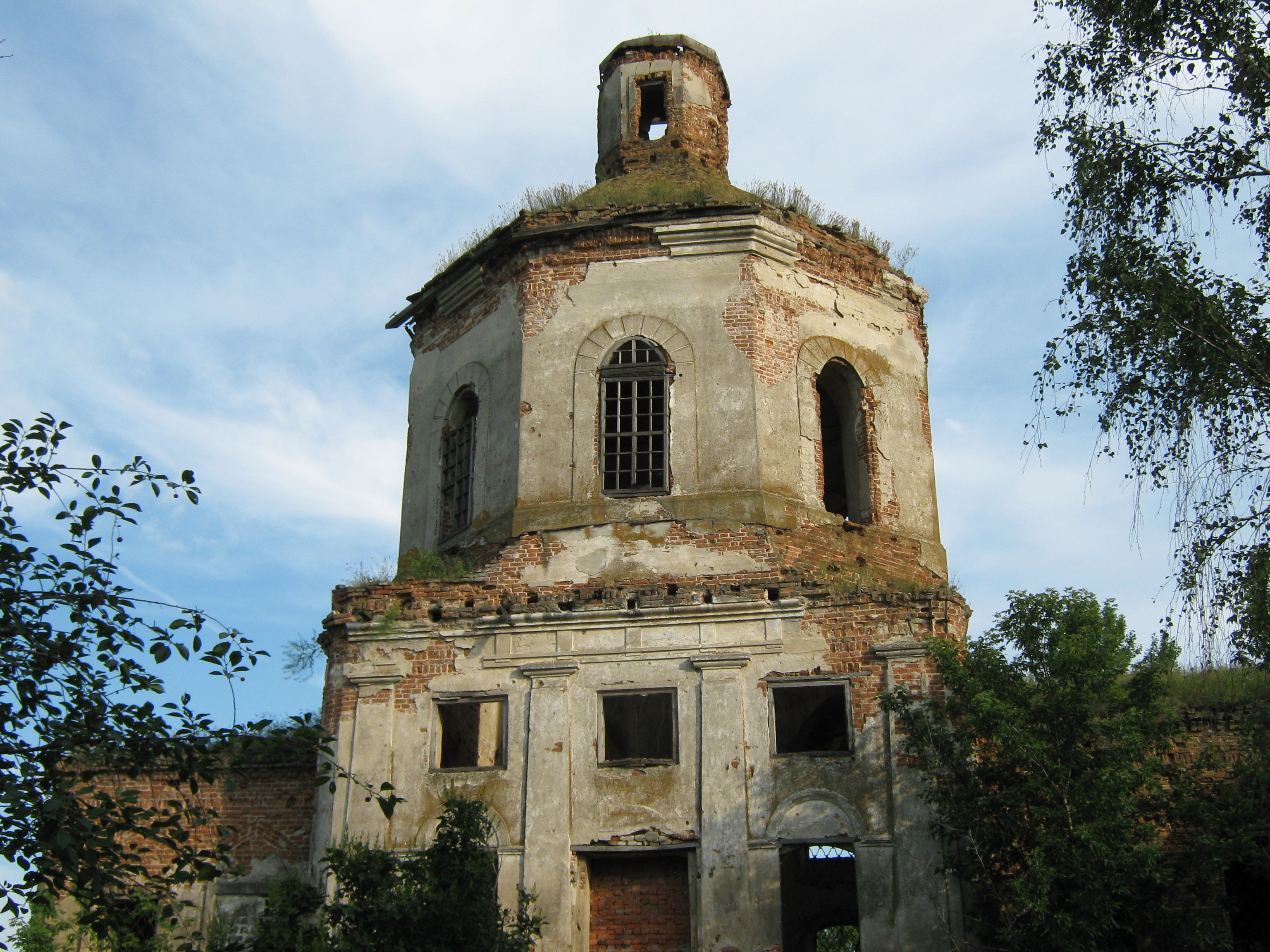
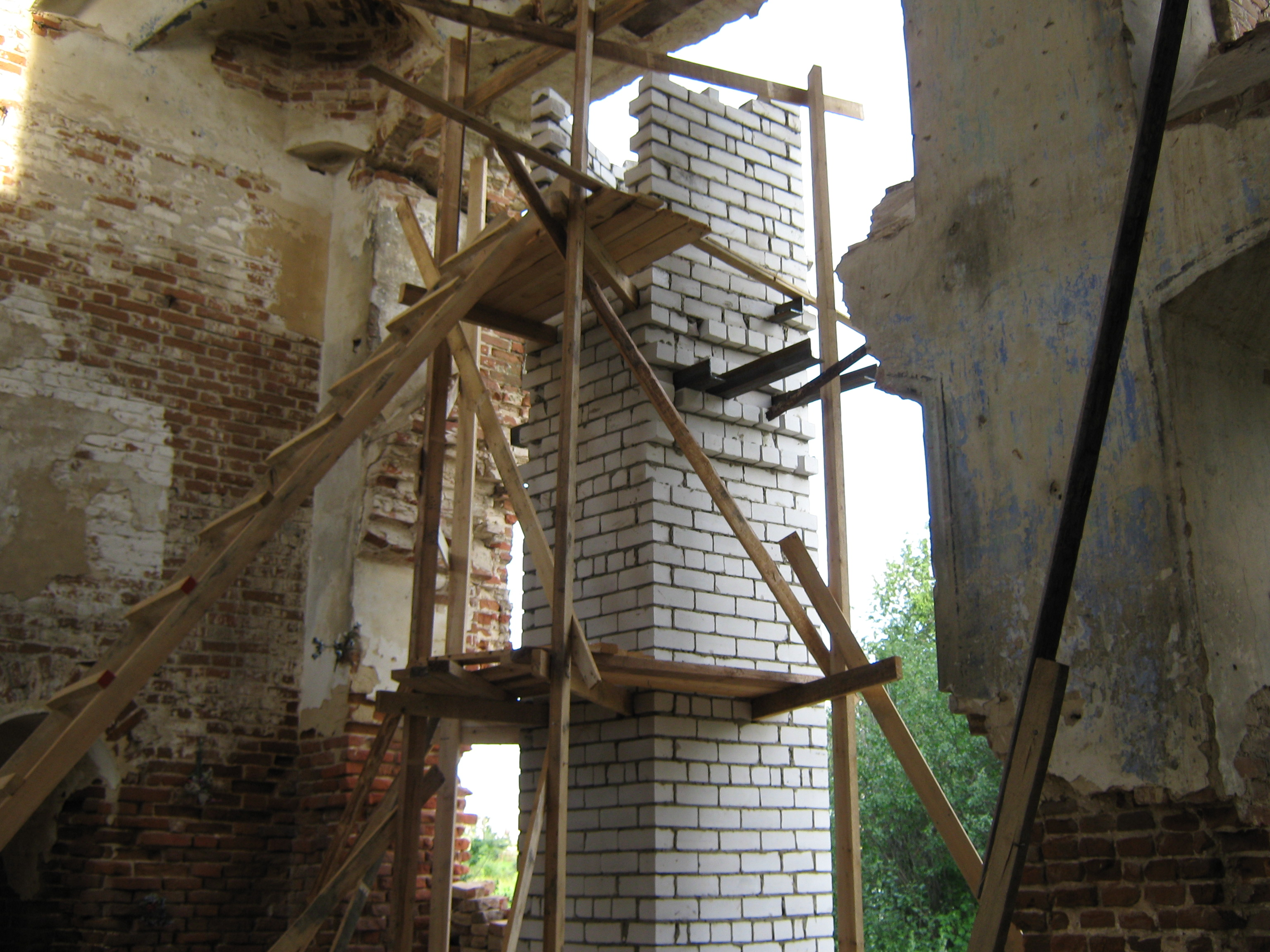
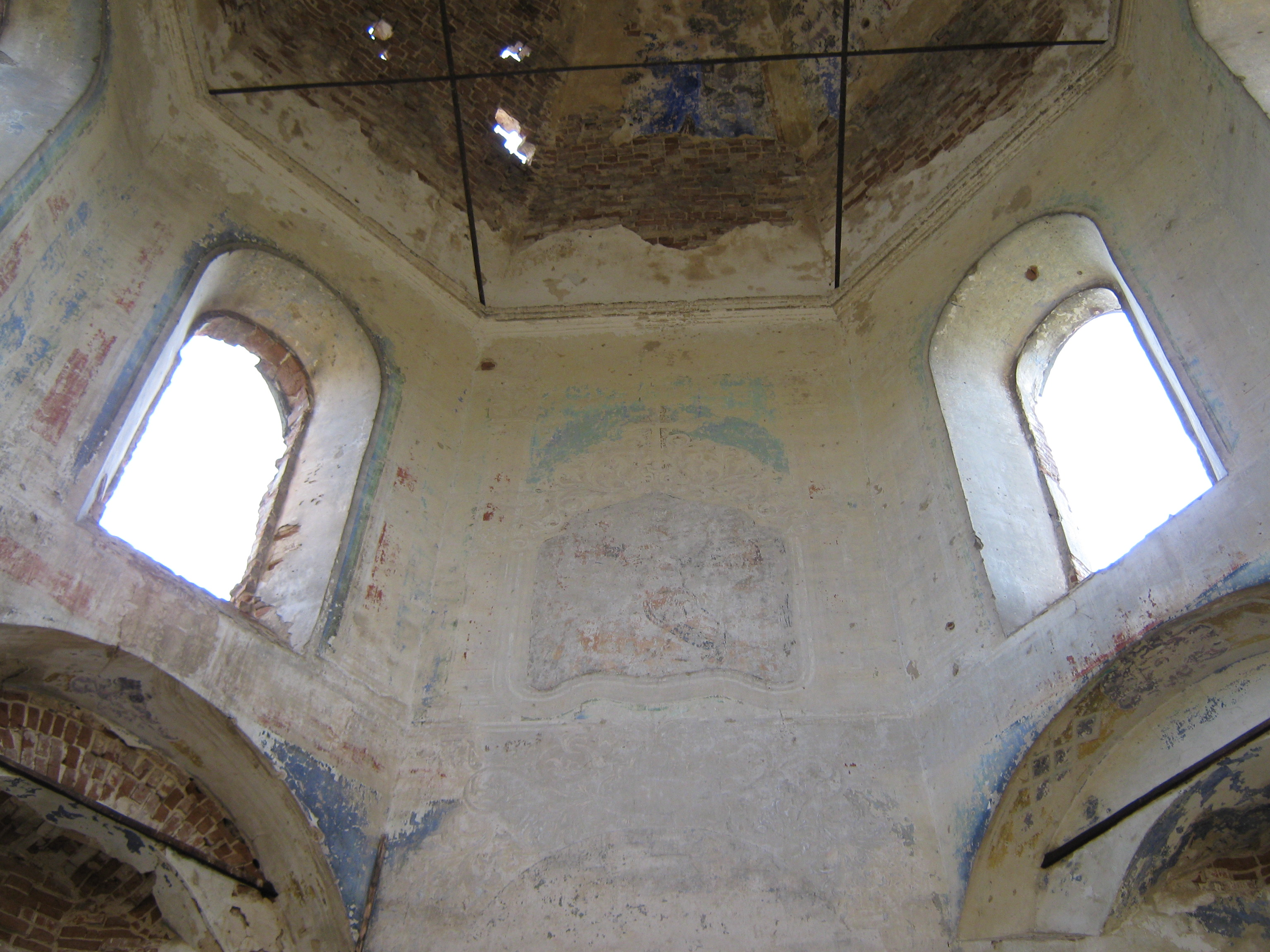
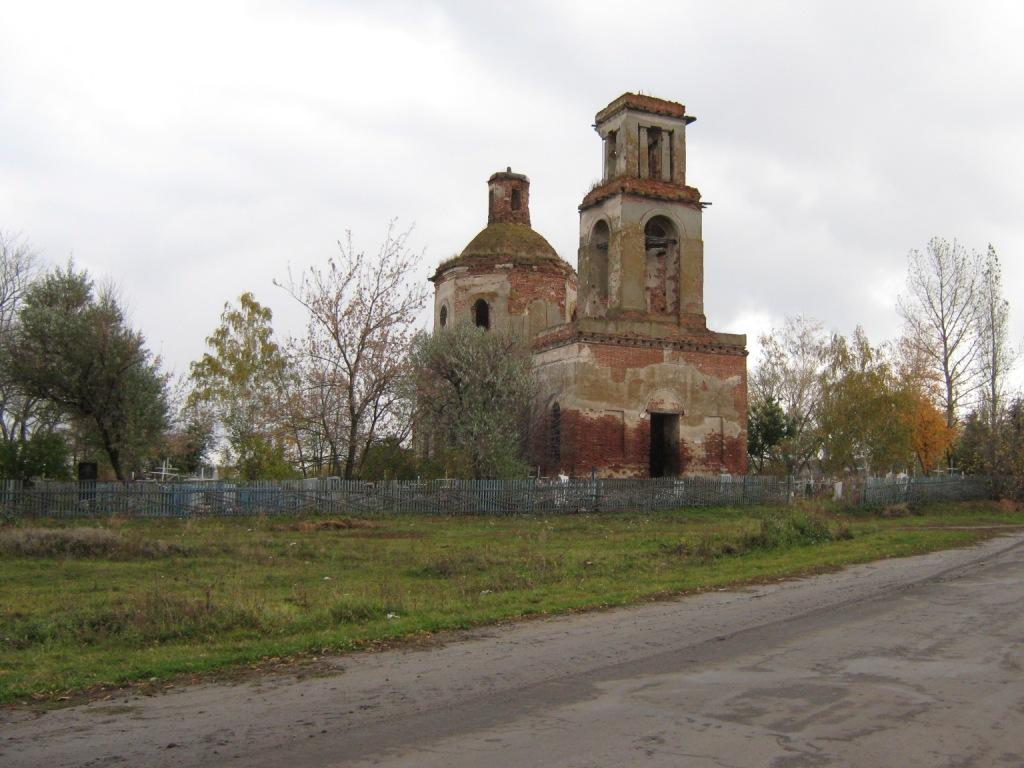